# Компоти
Компоти (на гръцки: Κομπότι) е малък град на границата между Епир и Етолокарнания, Гърция. Градчето се препитава от селско стопанство и животновъдство. 
Компоти възниква като селище около 1500 г. По османско време е процъфтяващо селище с чаршия и 3000 жители. В годините 1821-1822 в околностите му се състоят едни от най-важните битки в хода на гръцката завера. То е родно място на Николаос Скуфас, един от тримата учредители-апостоли на Филики Етерия. Градската църква „Свети Георги“ е издигната през 1741 г.  
Компоти е присъединено към Кралство Гърция на 8 май 1883 г. в резултат от демаркацията на новата гръко-османска граница.